# Alberto Ginulfi
Alberto Ginulfi (Roma, 30 novembre 1941 – Castel Gandolfo, 6 settembre 2023) è stato un calciatore italiano, di ruolo portiere.

## Biografia
Romano di San Lorenzo, lavorava, prima di intraprendere la carriera calcistica, al banco del pesce della zia a piazza Vittorio. Era sposato con la cugina di Giancarlo De Sisti.

## Caratteristiche tecniche
Venne definito da Alberto Marchesi del Corriere dello Sport, in un articolo del 1971, il portiere moderno per eccellenza.

## Carriera

### Giocatore

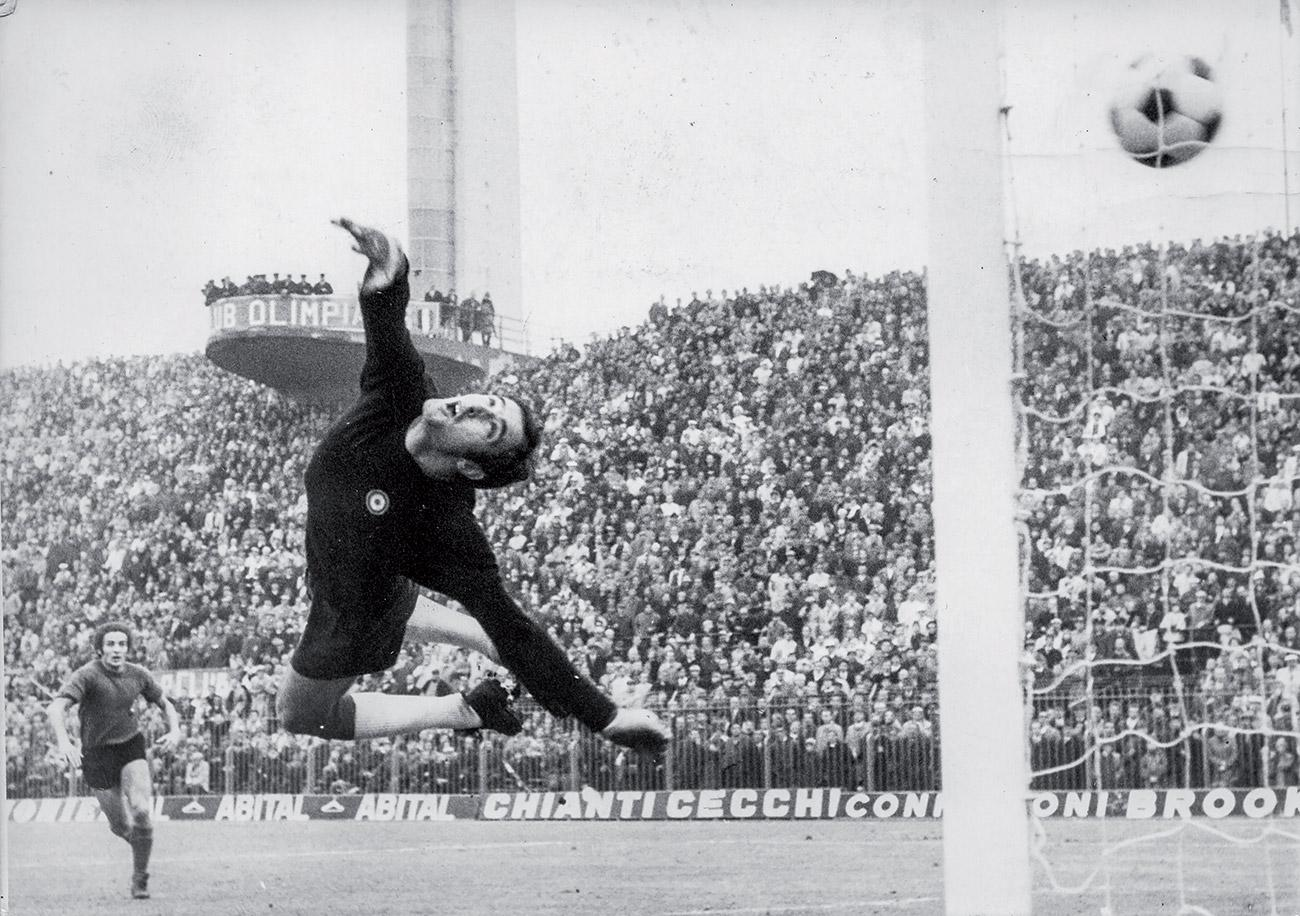
Serie A 1969-70, Fiorentina-Roma 2-2: Ginulfi battuto da un tiro di Amarildo

Crebbe nella Roma, inizialmente riserva di Fabio Cudicini e Pierluigi Pizzaballa. Dopo aver vinto il titolo di campione d'Italia nel 1959 con i colori giallorossi nelle categorie giovanili (dove si rivelò quasi imbattibile), esordì in Serie A il 28 ottobre 1962 nella partita interna contro il Lanerossi Vicenza (0-1), conquistando poi la maglia da titolare nella stagione 1969-1970.
Dopo aver difeso senza rivali la porta romanista per tre stagioni, dovette cedere il passo a Paolo Conti, rassegnandosi alla panchina per tutta la stagione 1974-1975, senza disputare alcun incontro. Durante il periodo in giallorosso si segnalò inoltre per aver parato un calcio di rigore a Pelé durante l'amichevole capitolina del 3 marzo 1972 contro il Santos; a fine partita lo stesso fuoriclasse brasiliano si complimentò con l'estremo difensore, regalandogli la sua maglia, in quanto terzo portiere ad avergli respinto una massima punizione.

Pelé si complimenta con Ginulfi dopo il rigore da lui parato nell'amichevole del 3 marzo 1972

La sua carriera proseguì nel Verona (1975-1976), disputando una stagione conclusasi con la salvezza della squadra e il raggiungimento della prima finale di Coppa Italia degli scaligeri. Passò infine alla Fiorentina, come riserva di Massimo Mattolini; per lui, in maglia viola, una sola presenza di 45 minuti. Chiusa l'avventura a Firenze, giocò ancora una stagione nelle file della Cremonese, in Serie B, lasciando definitivamente il calcio giocato nel 1978.
In carriera conta anche 34 presenze in Coppa Italia e nove in Coppa delle Coppe.

### Allenatore
Appesi gli scarpini al chiodo, negli anni 1980 divenne preparatore dei portieri.

## Statistiche

### Presenze e reti nei club
| Stagione        | Squadra         | Campionato      | Campionato | Campionato | Coppe nazionali | Coppe nazionali | Coppe nazionali | Coppe continentali | Coppe continentali | Coppe continentali | Altre coppe | Altre coppe | Altre coppe | Totale | Totale |
| Stagione        | Squadra         | Comp            | Pres       | Reti       | Comp            | Pres            | Reti            | Comp               | Pres               | Reti               | Comp        | Pres        | Reti        | Pres   | Reti   |
| --------------- | --------------- | --------------- | ---------- | ---------- | --------------- | --------------- | --------------- | ------------------ | ------------------ | ------------------ | ----------- | ----------- | ----------- | ------ | ------ |
| 1962-1963       | Roma            | A               | 3          | -2         | CI              | 0               | 0               | CdF                | 0                  | 0                  | -           | -           | -           | 3      | -2     |
| 1963-1964       | Roma            | A               | 0          | 0          | CI              | 0               | 0               | CdF                | 0                  | 0                  | -           | -           | -           | 0      | 0      |
| 1964-1965       | Roma            | A               | 0          | 0          | CI              | 0               | 0               | CdF                | 0                  | 0                  | -           | -           | -           | 0      | 0      |
| 1965-1966       | Roma            | A               | 3          | -1         | CI              | 0               | 0               | CdF                | 0                  | 0                  | -           | -           | -           | 3      | -1     |
| 1966-1967       | Roma            | A               | 4          | -5         | CI              | 0               | 0               | -                  | -                  | -                  | -           | -           | -           | 4      | -5     |
| 1967-1968       | Roma            | A               | 10         | -12        | CI              | 1               | -4              | CM                 | 1                  | -2                 | CdA         | 3           | -2          | 15     | -20    |
| 1968-1969       | Roma            | A               | 13         | -10        | CI              | 7               | -5              | -                  | -                  | -                  | -           | -           | -           | 20     | -15    |
| 1969-1970       | Roma            | A               | 30         | -36        | CI              | 5               | -4              | CdC                | 9                  | -6                 | CdL+CAI     | 2+2         | -5+-2       | 48     | -53    |
| 1970-1971       | Roma            | A               | 30         | -25        | CI              | 5               | -3              | -                  | -                  | -                  | CAI+TP      | 3+3         | -5+-4       | 41     | -37    |
| 1971-1972       | Roma            | A               | 23         | -20        | CI              | 3               | -2              | -                  | -                  | -                  | CAI         | 3           | -5          | 29     | -27    |
| 1972-1973       | Roma            | A               | 30         | -28        | CI              | 4               | -2              | -                  | -                  | -                  | CAI         | 3           | -5          | 37     | -35    |
| 1973-1974       | Roma            | A               | 11         | -13        | CI              | 4               | -1              | -                  | -                  | -                  | -           | -           | -           | 15     | -14    |
| 1974-1975       | Roma            | A               | 0          | 0          | CI              | 5               | -4              | -                  | -                  | -                  | -           | -           | -           | 5      | -4     |
| Totale Roma     | Totale Roma     | Totale Roma     | 157        | -152       |                 | 34              | -25             |                    | 10                 | -8                 |             | 19          | -28         | 220    | -213   |
| 1975-1976       | Verona          | A               | 30         | -46        | CI              | 9               | -10             | -                  | -                  | -                  | -           | -           | -           | 39     | -56    |
| 1976-1977       | Fiorentina      | A               | 1          | 0          | CI              | 0               | 0               | CM                 | 3                  | -5                 | -           | -           | -           | 4      | -5     |
| 1977-1978       | Cremonese       | B               | 30         | -28        | CI              | 0               | 0               | -                  | -                  | -                  | -           | -           | -           | 30     | -28    |
| Totale carriera | Totale carriera | Totale carriera | 218        | -226       |                 | 43              | -35             |                    | 13                 | -13                |             | 19          | -28         | 293    | -302   |

## Palmarès

### Giocatore

#### Competizioni nazionali
- Coppa Italia: 2

Roma: 1963-1964, 1968-1969

#### Competizioni internazionali
- Coppa Anglo-Italiana: 1

Roma: 1972